# Thomas Bernhard
Niclaas Thomas Bernhard (Heerlen, Hollandia, 1931. február 9. – Gmunden, Ausztria, 1989. február 12.) osztrák író, a 20. század második felének egyik legjelentősebb német nyelvű irodalmi szerzője. 1970-ben Büchner-díjjal tüntették ki.

## Életpályája
Apja Alois Zuckerstätter asztalos, anyja Herta Bernhard volt (Johannes Freumbichler szintén osztrák író lánya). Thomas gyermekkorát egy rotterdami gyermekotthonban, majd szintén Rotterdamban nevelőszülőknél töltötte, később anyai nagyszülei magukhoz vették Bécsbe.
1943-tól Salzburgba járt gimnáziumba (kollégista bentlakóként), de 1947-ben otthagyta a gyűlölt iskolát és segédnek ment egy élelmiszerboltba. Hogy túlélte életveszélyes tüdőbetegségét mindenekelőtt saját élni akarásának köszönhette, amely ébredő művészi érdeklődését is erősítette – énekelni tanult, írni kezdett. Gyermekkorát és fiatalságát később egy ötkötetes önéletrajzi elbeszélésben jegyezte le. 1952-től 1957-ig a salzburgi Mozarteumban tanult éneket, rendezést és színművészetet és tanulmányával párhuzamosan riporterként és kritikusként dolgozott a Demokratisches Volksblatt című újságnak. Ezt követően 1957-től Gerhard Lampersberg zeneszerző vendége volt mintegy két évig Maria Saalban, majd Bécsbe ill. 1965-ben végül egy felső-ausztriai tanyára, Ohlsdorfba költözött.
Írói tevékenysége kezdetén verseket, rövid színdarabokat, prózavázlatokat készített. Frost (Fagy) című regénye volt első írói sikere. Az ezt követő további prózai írásaiban folytatta a rá annyira jellemző szubjektív-monológokkal tűzdelt stílusát. Téma az általa kaotikusnak érzékelt külvilág, a bűnözés, betegség, halál és általában az osztrák hétköznapok, az osztrák-német kulturális hagyományok. Stílusára jellemző a túlzás és egyfajta apodiktikus hangnem; ezek segítségével érte el a provokáló hatást, hogy az élethazugságokat felfedje. Színdarabjai ezen témák variációi: pusztulás, halál, romlás, túlélés a destruktív meghiúsult világban. Bizonyos értelemben a színdarabok nem vígjátékok, nem drámák, hanem végjátékok, finálék. De Samuel Beckettel ellentétben az ő történetei valódi helyszíneken és valós időben játszódnak, lineárisan vezetnek a halálhoz. Itt is jellegzetes a monológ. Néhány botrányszagú színdarabja terrorizmusról, a Filbinger-ügyről és a mai Ausztria és fasizmus viszonyáról.

## Fontosabb művei
- Auf der Erde und in der Hölle, 1957
- In hora mortis, 1958
- Die rosen der einöde. fünf sätze für ballett, stimmen und orchester, 1959
- Frost, 1963
- Amras, 1964
- Verstörung, 1967
- An der Baumgrenze, 1969
- Watten. Ein Nachlaß, 1969
- Das Kalkwerk, 1970
- Ein Fest für Boris, 1970
- Der Ignorant und der Wahnsinnige, 1972
- Der Kulterer. Eine Filmgeschichte, 1974
- Die Jagdgesellschaft, 1974
- Die Macht der Gewohnheit, 1974
- Die Korrektur, 1975
- Der Präsident, 1975
- Die Ursache. Eine Andeutung, 1975
- Der Keller. Eine Entziehung, 1976
- Die Berühmten, 1976 – Minetti
- Ein Portrait des Künstlers als alter Mann, 1977
- Der Atem. Eine Entscheidung, 1978
- Immanuel Kant. Komödie, 1978
- Der Stimmenimitator, 1978
- Der Weltverbesserer, 1979
- Die Erzählungen, 1979
- Vor dem Ruhestand. Eine Komödie von deutscher Seele, 1979
- Die Kälte. Eine Isolation, 1981
- Beton, 1982
- Ein Kind, 1982
- Wittgensteins Neffe. Eine Freundschaft, 1982
- Der Schein trügt, 1983
- Der Untergeher, 1983
- Der Theatermacher, 1984
- Holzfällen. Eine Erregung, 1984
- Ritter, Dene, Voss, 1984
- Alte Meister, 1985
- Auslöschung. Ein Zerfall, 1986
- Einfach kompliziert, 1986
- Der deutsche Mittagstisch. Dramolette, 1988
- Heldenplatz, 1988
- Claus Peymann kauft eine Hose und geht mit mir essen. Drei Dramolette, 1990

## Magyarul
- Fagy. Regény; ford. Tandori Dezső, utószó Bor Ambrus; Európa, Bp., 1974 (Modern könyvtár)
- A mészégető; ford. Tandori Dezső; Magvető, Bp., 1979 (Világkönyvtár)
- Járás; ford. Révai Gábor; inː Ki volt Edgar Allan? Hét új kisregény Ausztriából és az NSZK-ból; Európa, Bp., 1982
- Az erdőhatáron. Elbeszélések; vál., utószó Györffy Miklós, ford. Adamik Lajos, Györffy Miklós, Halasi Zoltán; Európa, Bp., 1987 (Modern könyvtár)
- Wittgenstein unokaöccse; ford. Hajós Gabriella; Magvető, Bp., 1990 (Rakéta Regénytár)
- Egy gyerek megindul. Regény; ford. Téglásy Gergely; Ab Ovo, Bp., 1992
- A színházcsináló; bev., ford. Györffy Miklós; in: Színház, 1992/jan.
- A menthetetlen; ford. Révai Gábor; Európa, Bp., 1992 (Modern könyvtár)
- Egy okkal több. Közelítési kísérlet; ford. Ember Mária; Ab Ovo, Bp., 1993
- Irtás. Indulatmű; ford. Hajós Gabriella; Ferenczy, Bp., 1994
- A túlélő följegyzése; ford. Erdélyi Z. János; Hatodik Síp Alapítvány–Új Mandátum, Bp., 1994 (Emberhalász könyvek)
- Egy hátraarc. A pince; ford. Tolmár Tamás; Ab Ovo, Bp., 1994
- Elkülönítés. A hideg. Regény; ford. Lőrinczy Attila; Ab Ovo, Bp., 1995
- Beton; ford. Hajós Gabriella; Ferenczy, Bp., 1995
- Nagy levegő. Egy döntés. Regény; Ab Ovo, Bp., 1995
- Korrektúra; ford. Hajós Gabriella; Ferenczy, Bp., 1996
- In hora mortis; ford. Kukorelly Endre; Jelenkor, Pécs, 1997
- A színházcsináló. Öt színmű; vál. Györffy Miklós, ford. Györffy Miklós, Tandori Dezső; Palatinus, Bp., 1998
  - A tudatlan és az őrült
  - A szokás hatalma
  - A színházcsináló
  - Ritter, Dene, Voss
  - Heldenplatz
- Régi mesterek. Komédia; ford. Hajós Gabriella; Palatinus, Bp., 1998
- Kioltás. Bomlásregény; ford. Hajós Gabriella; Kalligram, Pozsony, 2005
- A Hold kardja alatt. Összegyűjtött versek; ford. Erdélyi Z. János; Napkút, Bp., 2005
- Megzavarodás; ford., utószó Adamik Lajos; Kalligram, Pozsony, 2006
- Önéletrajzi írások; ford. Lőrinczy Attila, Sarankó Márta, Szijj Ferenc; Ab Ovo, Bp., 2007
- Az olasz férfi; ford., utószó Adamik Lajos; Kalligram, Pozsony, 2008
- Díjaim; ford. Adamik Lajos; Kalligram, Pozsony, 2009
- Egy innsbrucki kereskedőfiú bűne. Összegyűjtött elbeszélések; ford. Adamik Lajos, utószó Bombitz Attila; Kalligram, Pozsony, 2012
- Békétlenség haszonbérbe. Négy színmű; vál., ford. Erdélyi Z. János; Napkút, Bp., 2016
  - Immanuel Kant
  - A célnál
  - Egyszerűen komplikált
  - Heldenplatz